# Lapeirousia odoratissima
Lapeirousia odoratissima är en irisväxtart som beskrevs av John Gilbert Baker. Lapeirousia odoratissima ingår i släktet Lapeirousia och familjen irisväxter. Inga underarter finns listade i Catalogue of Life.